# Turnul de televiziune din Berlin
Berliner Fernsehturm (din germană: turnul de televiziune berlinez) este un turn de televiziune situat în centrul capitalei Germaniei, Berlin. A fost construit între anii 1965-1969 de fosta administrație a Republicii Democrate Germane, care a dorit ca acest turn să devină un simbol al Berlinului de est.
Datorită amplasării sale în apropiere de Alexanderplatz, este poreclit Turnul Alex, în special de către vizitatorii Berlinului.
Înălțimea originală a turnului a fost de 365 de metri, dar prin instalarea unei antene în anii 1990 a crescut până la 368 de metri. Fernsehturm-ul din Berlin este a patra structură ca înălțime din Europa, după Turnul Ostankino, Turnul Kiev și Turnul Riga. În sfera din partea de sus a turnului se află o punte de observație situată la înălțimea de 204 metri, de unde într-o zi senină se poate vedea la o distanță de până la 42 de kilometri. Tot aici se află și un restaurant rotativ, care efectuează o rotație completă în decurs de 30 de minute. În interiorul turnului există un lift care duce vizitatorii în 40 de secunde până la puntea de observație. Puntea este accesibilă și persoanelor care doresc să urce pe jos, de la bază până la punte fiind un număr total de 986 de trepte.